# Govori Janjeva i Letnice
Riječ je o govorima Hrvata Janjevaca s Kosova u dvije enklave oko Janjeva i Letnice. Riječ je o rubnom dijalektu, a selo Janjevo se spominje kao katolička župa već u 14. stoljeću. Poznato je kao rudarsko i katoličko naselje. Zbog rudarstva su u taj kraj i doseljeni Sasi. 

Glavne karakteristike su;
- čuvanje poluglasa kao šwa, uz pojavu [a] iza naglašenog sloga
- samoglasno [l] obično daje [u], ali u nekim primjerima i [lu] (npr [slunce])
- jat je ekavski, a preko palatalizacije suglasnika ispred e (svako e, ne samo ono koje nastalo iz jata) se često javljaju primjeri koji podsjećaju na ijekavski, diftonški jat
- javljaju se i ijekavizmi, uglavnom iz razloga katoličkog bogoslovlja i hrvatskog jezičnog standarda svećenstva
- dočetno [l] na kraju sloga prelazi u [a] (bija, večeraja...)
- čuva se [dc], ali ne i [x], koje se ponekad javlja (no obično iz utjecaja školskog i crkvenog izgovora)
- provedena je nova jotacija (braća, treći, cveće...)
- na kraju riječi zvučni šumni suglasnici gube zvučnost (brek, vrak, golup, grop, dup, jastrep umjesto brijeg, vrag, golub, grob, dub, jastreb...)
- postoje germanizmi u rudarstvenom leksiku
- naglašavanje obično nije torlačkog tipa (ploziv) već se čuva dugosilazni naglasak, ako je slog naglašen, osim toga alterniraju kratki silazni i espiratorni naglasak, a u literaturi se spominje i mogućnost izgovora akuta
- doseljeni Janjevci u Zagrebu i Kistanjama koriste jednonaglasni sustav

Govor spada u skupinu torlačkih.